# Club Social y Deportivo Universidad Tecnológica Equinoccial (baloncesto)
La Universidad Tecnológica Equinoccial participa en la Liga Ecuatoriana de Baloncesto, y es el equipo con mayor afinidad en la ciudad de Quito. Es uno de los 4 equipos originales que han jugado todas las ligas desde que se crearon en 2011 junto a Importadora Alvarado, JG Bolívar y Mavort y es el equipo con más partidos jugados, y ganados desde que se creó la Liga Ecuatoriana de Baloncesto.
En el año 2010 se adjudicó el torneo "Liga Nacional de Baloncesto", ganándole la final al equipo de la ESPE por 102 a 87. Este torneo le otorgó la clasificación para la primera edición de la Liga Sudamericana 2011.

## Trayectoria
Nota: G: Partidos ganados; P: Partidos perdidos; Pts: Puntos
| Temporada                      | G              | P              | Pts            | Play-offs                                          | Resultado                                                                          |
| ------------------------------ | -------------- | -------------- | -------------- | -------------------------------------------------- | ---------------------------------------------------------------------------------- |
| Liga Nacional de Baloncesto    |                |                |                |                                                    |                                                                                    |
| 1999                           | 4              | 2              | 10             |                                                    |                                                                                    |
| 2000                           | No participó   | No participó   | No participó   | No participó                                       | No participó                                                                       |
| 2001                           |                |                |                | Pierde Finales LNB                                 | Mavort 2 - UTE 0                                                                   |
| 2002                           | 3              | 1              | 7              | Pierde 1.ª Ronda Pierde Semifinales                | ESPE 2 - UTE 0 Mavort 2 - UTE 1                                                    |
| 2003                           | 2              | 0              | 4              | Gana 1.ª Ronda Pierde Semifinales                  | UTE 2 - Ciudad de Quevedo 1 ESPE 2 - UTE 0                                         |
| 2004                           | 4              | 4              | 12             |                                                    |                                                                                    |
| 2005                           | 3              | 1              | 7              | Gana 1.ª Ronda Gana Semifinales Pierde Finales LNB | UTE 2 - Juvenil de Esmeraldas 0 UTE 2 - Club Uruguay de Guayaquil 0 ESPE 2 - UTE 1 |
| 2006                           | 3              | 3              | 9              | Gana Semifinales                                   | UTE 2 - Espoli 1                                                                   |
| 2007                           | No hubo Torneo | No hubo Torneo | No hubo Torneo | No hubo Torneo                                     | No hubo Torneo                                                                     |
| 2008                           | 4              | 2              | 10             | Gana 1.ª Ronda Pierde Semifinales                  | UTE 2 - Mavort 0 Barcelona 2 - UTE 1                                               |
| 2009                           | 7              | 4              | 18             | Gana Semifinales Pierde Finales LNB                | UTE 2 - ESPE 1 Mavort 2 - UTE 0                                                    |
| 2010                           | 4              | 4              | 12             | Gana Semifinales Gana Finales LNB                  | UTE 2 - Importadora Alvarado 0 UTE 2 - ESPE 0                                      |
| Totales                        |                |                |                |                                                    |                                                                                    |
| Playoffs                       |                |                |                | 2 Campeonatos                                      | 2 Campeonatos                                                                      |
| Liga Ecuatoriana de Baloncesto |                |                |                |                                                    |                                                                                    |
| 2011                           | 10             | 4              | 24             | Pierde Semifinales                                 | Mavort 2 - UTE 0                                                                   |
| 2012                           | 9              | 3              | 21             | Gana 1.ª Ronda Pierde Semifinales                  | UTE 2 - Mavort 0 Importadora Alvarado 2 - UTE 0                                    |
| Totales                        | 19             | 7              | 45             |                                                    |                                                                                    |
| Playoffs                       | 2              | 4              | 8              |                                                    |                                                                                    |

## Uniforme
Pese a que en fútbol la UTE utiliza la camiseta de color violeta con vivos blancos, en baloncesto el uniforme empleado de color blanco con rayas verdes aunque en ocasiones también sale con indumentaria verde.

## Rivalidad
Hoy en día la UTE mantiene una fuerte rivalidad deportiva con el Mavort, equipo ibarreño que milita en la Liga Ecuatoriana de Baloncesto. Desde la temporada 1998 ambos clubes se enfrentan y actualmente, entre 3000 y 4000 espectadores concurren tanto al Coliseo Julio César Hidalgo como el Coliseo Luis Leoro Franco de Ibarra para presenciar el Clásico moderno del básquet ecuatoriano. La rivalidad en sí, se da debido a que los dos clubes son hoy en día los más estables a nivel nacional, como sus fanaticadas que los apoyan pero sin embargo, data de ciertos hechos relacionados previos a la llegada de Mavort a la máxima categoría.
También había una gran rivalidad con la escuadra de la ESPE el cual ha disputado el Clásico Universitario del Baloncesto el cual ha definido muchas finales de campeonato, la mayoría saldadas para el conjunto del Ejército; sin embargo la ESPE no participa en la nueva Liga Ecuatoriana de Baloncesto debido a una decisión de la Procuraduría General del Estado y así la ESPE jugaría de manera amateur, cortando la rivalidad que había entre estas escuadras.

## Plantilla 2013
Sebastián Castillo 
MVP

## Datos del club
- Temporadas en LEB: 12 (1999, 2001-2006, 2008- )
- Participaciones internacionales (3):
  - Sudamericano de Clubes Campeones (1): 2001.
  - Liga Sudamericana (2): 2000, 2011.

## Palmarés

### Torneos nacionales
- Liga Ecuatoriana de Baloncesto (3): 1999, 2010.,[4] 2014
- Liga Nacional de Baloncesto Sub 23 (1): 2013
- Subcampeón de la Liga Nacional de Baloncesto (3): 2001, 2005, 2009.

### Torneos provinciales
- Campeonato Provincial de Pichincha (2): 1996, 2006.
- Campeonato Apertura de Pichincha (1): 2009,[5] 2010,[6] 2012.[7]
- Campeonato Clausura de Pichincha (1): 2007.

### Torneos internacionales amistosos
- Cuadrangular Internacional Comunikt (1): 2012[8]
- Cuadrangular Internacional de Baloncesto Ibarra (1): 2012.[9]

## Entrenadores
JUAN JOSE PIDAL